# Stewart Duke-Elder
Sir William Stewart Duke-Elder GVCO Kt FRS (* 22. April 1898 in Dundee; † 27. März 1978) war ein zu seiner Zeit führender britischer Augenarzt und Augenchirurg.
Duke-Elder schrieb weit verbreitete Bücher über Augenheilkunde (wie The practice of refraction, 1928, in 9. bearbeiteter Auflage 1978 erschienen), gab 15 Bände System of Ophthalmology und sieben Bände eines sehr bedeutenden Lehrbuchs der Augenheilkunde (Textbook of Ophthalmology) heraus. Er war Herausgeber des British Journal of Ophthalmology and Ophthalmic Literature und an der Gründung eines Forschungsinstituts für Augenheilkunde, dem Institut of Ophthalmology, in London beteiligt, das verwaltungsmäßig unter anderem mit dem Moorfieldschen Augenkrankenhaus verbunden war und heute zur Universität London gehört. Zu seinen Assistenten gehörte etwa 1948 der deutsche Augenarzt und Hochschullehrer Wolfgang Leydhecker. Duke-Elder leitete das Institut bis 1965.
Im Jahr 1960 wurde er Fellow der Royal Society. Er war offizieller Augenarzt von Edward VIII., Georg VI. und Leibarzt von Königin Elisabeth II. Er wurde 1933 als Knight Bachelor geadelt, 1946 als Knight Commander des Royal Victorian Order (KCVO) ausgezeichnet und 1958 zum Knight Grand Cross des Royal Victorian Order (GVCO) erhoben. Er war Präsident des Internationalen Ophthalmologischen Rates (International Council of Ophtalmology). 1957 erhielt er die Lister-Medaille. Seit 1961 war er auswärtiges Mitglied der Königlich Niederländischen Akademie der Wissenschaften. 1975 wurde er in die American Academy of Arts and Sciences gewählt.